# Color en el cinema

Cercle cromàtic.

El color en el cinema és un recurs tècnic i artístic utilitzat per donar dimensió visual i expressiva a les pel·lícules. Des dels primers experiments amb tintat i viratge fins als avançats processos digitals actuals, el color ha evolucionat per esdevenir un element essencial en la narrativa cinematogràfica i en la creació d’atmosferes. La seva introducció definitiva amb sistemes com el Technicolor va marcar un punt d’inflexió en la història del cinema.

## Introducció

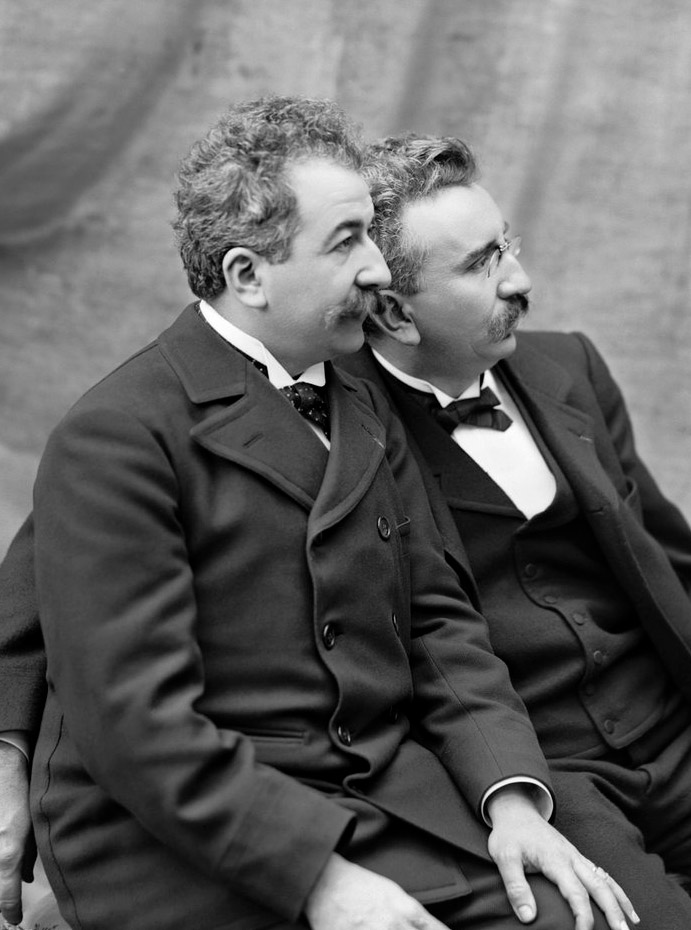
Germans Lumière.

El 1895, els germans Lumière inventaren el cinema, una eina que al principi es pensava que no podia donar més de sí més enllà de la ciència. Però els anys desmentiren aquesta tesi i el cinema es convertí en un art més. Malgrat tot, les eines de les que es disposaven no eren tan avançades com les actuals, i totes les pel·lícules eren filmades en blanc i negre.
El primer vestigi que es té d'imatges en moviment a color és de 1901. Es tracta d'una cinta de títol desconegut feta pels fotógrafs Edward Turner i Frederick Marshall Lee, en la qual es van filmar unes imatges en blanc i negre i aplicar filtres verds, vermells i blaus amb un projector especial. Més tard, el 1909, tingueren lloc unes projeccions a color en el teatre Palace-Varieté de Londres gràcies a l'invent de George Albert Smith conegut com a kinemacolor. Tot i que aquest invent funcionava, el 1915 un aparell conegut com a technicolor sortiria a la llum i es convertiria en el mètode més utilitzat per aquesta mena de rodatges a Hollywood des del 1922 fins al 1952. Aquesta eina s'utilitzaria en una pel·lícula el 1917 per primer cop, amb el títol The Gulf Between de Wray Bartlett Physioc.
Tot i així, és On with the Show! d'Alan Crosland, estrenada el 1929, la considerada com a primera pel·lícula completa a color.
Malgrat tots aquests intents de cintes volent ser les pioneres d'una etapa, no fou fins als anys 60 que no es va institucionalitzar el cine a color, en la cerca de donar-li un ús artístic.

## Colors
En les arts visuals, especialment en el cinema, els colors acostumen a representar o expressar una cosa concreta. Tot i així, no n'hi han unes estipulacions obligatòries, pel que els colors poden tenir relacions amb elements d'una pel·lícula de tal manera que per condicionament clàssic els atribuim als elements amb què prèviament s'han associat.
Tot i no haver unes normes objectives sobre l'ús del color, amb els anys s'ha creat de manera orgànica un conveni pel cual cada color transmet una cosa.

### Blanc
Tot i que a determinats països de l'orient el blanc representa el dol després d'una mort, en les arts visuals d'occident, el color blanc representa la puresa, la inocència, la pau i el bé. Això ho confirma el fet que històricament el color blanc se li ha atribuit a l'Esperit Sant en forma de paloma blanca, o que la bandera blanca significa la rendició o treva per posar fi a un conflicte. Els àngels també són blancs i, quan pensem en el blanc i negre com a bé i mal, tendim a associar el blanc com el bé i el negre com el mal. És també el color de la higiene, l'amplitud i el minimalisme, per això és fàcil trobar-lo en cases modernes.

#### Exemples
Reprenent el blanc com el color del bé i la seva representació en el cristianisme, trobem un clar exemple de l'ús narratiu d'aquest en la pel·lícula del 2003 Bruce Almighty de Tom Shadyac, on el Déu cristià, interpretat per Morgan Freeman, vesteix de blanc i es troba sempre envoltat d'aquest color, cosa que li dona una àurea de bondat i pau que descriu el personatge a la perfecció.

### Negre
El negre és un color que té una clara connotació negativa, i és que és el color de la mort, del mal, del final, del lute i del misteri. Tenim exemples artístics contemporanis que confirmen això, i és que en la seva última etapa pictòrica, la sordera s'havia apoderat de Goya, el qual passà a fer pintures de temàtica obscura i lúgubre les quals s'anomenaren ni més ni menys que pintures negres. Aquest nom fa referència a les fosques tonalitats d'aquestes, però també a les seves temàtiques que emanen els elements esmentats anteriorment. Un altre exemple que confirma els significats negatius mencionats d'aquest color són les noveles negres o les pel·lícules de cinema negre, les quals acostumen a retractar detectius en decadència, i es caracteritzen pel protagonisme que agafa la mort en les seves obres. A part d'aquest dos exemples tenim un munt d'expressions d'ús quotidià que fan al·lusió al negre com a color amb singificació negativa: el mercat negre, la ovella negra, l'humor negre o la llista negra en són proves d'això.
Tot i així, el negre té també la seva cara positiva, i és que és el color del prestigi, de la sofisticació, de l'elegància i de la formalitat.

#### Exemples
Hi ha molts exemples de l'ús narratiu del negre en el cine. Per a anomenar alguns d'ells recorrerem al gènere de la fantasia. El Senyor dels Anells és una triologia en la qual trobem clares connotacions associades a la mort en el negre, essent-hi l'exemple més clar els nazgul, unes criatures fosques que persegueixen els hobbits durant la primera pel·lícula, als quals el color negre els dona una àurea mortífera que fa que ens recordin a la parca. Inclús el propi Sàuron se'ns presenta amb tonalitats ennegrides.
A les pel·lícules de Harry Potter trobem un exemple similar amb els dementors, els quals porten una capa negra, o amb els mortífers, els seguidors de Voldemort, els quals vesteixin capes negres per evidenciar la seva relació amb el mal.
Tot i que Batman fos originàriament un personatge de còmics, les seves adaptacions cinematogràfiques potencien l'atmosfera fosca d'aquest, i el fet que aquest superheroi vesteixi de color negre no és casualitat si tenim en compte la seva relació amb la nit i la mort. De fet, Batman és casualment una de les poques figures que la violència i els mitjans poc ètics caracteritzen la seva personalitat, cosa que el converteix en un dels pocs personatges de l'univers dels superherois que es poden considerar antiherois.

### Vermell
El vermell és sens dubte el color més intens de tota l'escala cromàtica. És un color familiar en l'ésser humà per ser característic en la sang. Per això diem que és el color de la violència, de la ira, de la revolució, del poder, de l'enuig, de la passió, d'allò prohibit i és també el color del foc. L'exemple més clar que reuneix tots els trets negatius del vermell el trobem en la figura del diable, entitat religiosa que encarna el mal i que popularment s'ha representat amb el color vermell i se l'ha associat amb el foc. A més a més, aquestes reaccions negatives que ens provoca el vermell, probablement heretades de la selecció natural, s'aprofiten en la societat actual per advertir-nos del perill en l'àmbit del tràfic. Els semàfors en vermell i les senyals d'STOP en són exemples.
Per altra banda, però, el vermell es pot associar també amb coses positives, tot i que no s'acostuma a donar tant en les arts visuals. Així doncs, el vermell també pot representar el moviment, la vitalitat, l'amor, el valor i la alegria.

#### Exemples
El vermell és, probablement, el color del que més pel·lícules han fet un ús narratiu ja que, com s'ha mencionat anteriorment, és el color més expressiu de l'escala cromàtica. Un exemple el trobem a la cinta Taxi Driver de Martin Scorsese. Aquest metratge fa un clar ús narratiu dels colors. El vermell concretament apareix molt a les escenes en què el protagonista condueix el taxi de nit, no tan sols per representar la gran quantitat de semàfors que hi han a Nova York, sinó que també pretén expressar la decadència, la violència i el sexe que dominen els carrers de la ciutat quan cau el sol. Més endavant en la mateixa cinta, hi ha una escena on l'antagonista, un proxeneta anomenat Matthew, farà un discurs amorós a una noia nomenada Iris per tal d'embaucarla. Si al llarg d'aquesta seqüència ens hi fixem veurem que la llum que il·lumina el rostre del Matthew és vermella, fent al·lusió a aquest món tan obscur de la nocturnitat i recordant a l'espectador que el que diu són paraules buides, i pugui així tenir en compte les vertaderes intencions d'aquest home.
Un altre exemple bastant conegut el trobem a la pel·lícula American Beauty de Sam Mendes, en la qual se'ns expressa el desig sexual del protagonista vers la amiga de la seva filla mitjançant el vermell, arribant-nos a mostrar un pla zenital de la noia tombada entre pètals vermells.

### Verd
El verd és un altre color amb connotacions tant positives com negatives. Les positives són bastant òbvies; el verd és el color que trobem a la naturalesa i per això en segons quin context ens transmet tranquil·litat, harmonia, salut i benestar. És, també, el color de l'esperança. En la vida quotidiana trobem coses que confirmen aquesta vessant optimista del verd, i és que quan un semàfor està en verd significa que podem passar sense que hi hagi perill aparent.
Tot i així existeix una cara negativa d'aquest color, la qual és molt interessant i s'ha emprat molt en el cinema. El verd és també, doncs, el color de la toxicitat i la corrupció. De fet, les representaciones gràfiques del verí acostumen a ser de color verd.

#### Exemples
El Senyor dels Anells: La Germandat de l'Anell fa un ús del verd com a color harmoniós. Això es dona al principi del film, on Hobbiton, el lloc on viuen els hobbits, se'ns presenta amb un verd molt intens ja que quasi tot és gespa, i ens transmet la idea d'un lloc idíl·lic on no hi ha lloc per a les preocupacions i hi regna la tranquil·litat i l'harmonia.
Per altra banda, moltes cintes han emprat el verd tòxic per donar als seus antagonistes una àura corrupta. Una d'elles és la pel·lícula de Disney El Rey Lleó, on a l'escena musical del malvat Scar i les hienes es genera una atmosfera de toxicitat gràcies a l'ús d'un verd groguenc que descriu perfectament el personatge i la seva manera de ser.

### Blau
El blau és un color que no cansa a la vista. Això és degut al fet que se l'associa amb emocions profundes, amb la introspecció i amb la calma. A més a més inspira serenitat, confiança, sabiduria i intel·ligència, pel que s'utilitza bastant en les marques de tecnologia, així com empreses que volen inspirar seguretat, com són els bancs.
El blau té també connotacions negatives tot i que aquestes no tenen per què ser dolentes. És, doncs, el color de la tristesa, l'anhel, la fredor, i la por.

#### Exemples
Un exemple bastant evident el podem veure a la pel·lícula Inside Out de Pixar, on el personatge que representa a la tristesa és ni més ni menys que de color blau, un blau fosc i apagat.
De la mateixa manera, a l'escena final de The Fight Club de David Fincher, hi ha un moment molt famós on el protagonista mira per una finestra de la mà de la seva companya quan s'adona de tota la veritat, una veritat profunda i introspectiva i, com no, al paisatge en qüestió hi predomina un blau fosc i apagat.

### Groc
Aquest color primari s'assocïa amb conceptes com la bogeria, la malaltia i l'obsessió. És també el color de l'or, pel que l'acostumem a relacionar amb la riquesa, l'abundància i en conseqüència l'avaricia. Per corroborar això no tenim més que pensar de quin color pintariem un grapat de monedes o com ens imaginem la pell d'una persona molt malalta.
Per altra banda, el groc és el color de la llum i el sol, i segons el context pot expressar conceptes positius com alegria, força i acció.

#### Exemples
Un exemple del groc com a color de la malaltia, la bojeria i l'obsessió el trobem a la pel·lícula The Shining d'Stanley Kubrick, on és un dels colors predominants al llarg del film. Això se'ns fa evident a la famosíssima escena on el Jack, col·lèric, trenca una porta amb una destral. En aquest punt se'ns dona un pla on es veu la porta trencada amb la figura d'en Jack a l'altre costat i part de la paret que envolta aquesta porta. En aquest moment àlgid de la bogeria del protagonista podem apreciar que, tant la porta com la paret que l'envolten són precisament de color groc. De fet, la portada del film és un fons groc amb el rètol del títol negre.

### Taronja
El taronja és, novament, un color que depenent de la tonalitat, el context i els matisos pot expressar coses diferents. Per norma general, es diu que el taronja és un color positiu, i expressa joventut, alegria, amistad i allò exòtic i idíl·lic. Al ser un color poc habitual se'l relaciona també amb l'extravagància. També es coneix per ser el color del foc junt amb el vermell, pel que depenent de la situació pot transmetre calidesa.
Tot i així, aquest color té també la seva cara negativa, i és que en les seves tonalitats més vermelloses, pot expressar precisament el mateix que transmet el vermell.

#### Exemples
L'exemple cinematogràfic que a tothom li ve al cap al parlar del taronja acostuma a ser Apocalypse Now de Francis Ford Coppola. Però això no és del tot cert, ja que a la cinta realment no hi apareix tant com es diu i, si es recorda per aquest color segurament sigui pel famós napalm que impregna de foc els paisatges de la pel·lícula en certs moments, però sobretot perquè predomina a la portada del film. Aquest seria, doncs un bon exemple del taronja fent la mateixa funció que faria el vermell, ja que evoca a la violència i la guerra. Un altre film que utilitza aquesta vessant del taronja és King Kong Skull Island, on constantment es fa ús del taronja per simbolitzar la perillositat dels escenaris i per assenyalar-nos qui és el dolent de la història.
Com bé s'ha dit abans, el taronja evoca extravagància, i un exemple d'això el trobem a la pel·lícula The Mask, on es veu el personatge principal vestit de taronja quan va amb la màscara, cosa que accentúa la seva excentricitat i raresa.